# Matchbox
Matchbox — свободный менеджер окон для X Window System. Предназначен преимущественно для встраиваемых систем и отличается от остальных менеджеров тем, что отображает только одно окно. Используется в операционной системе Maemo на интернет-планшетах Nokia 770 и Nokia N800, в смартфоне Neo 1973, основанном на OpenMoko, а также ноутбуке XO-1 в проекте One Laptop Per Child. Он также будет оконным менеджером по умолчанию для наладонной игровой приставки Pandora.